# Kunsentmikloška mikroregija
Kunsentmikloški kotar (mađ. Kunszentmiklósi kistérség) je mikroregija u Bačko-kiškunskoj županiji u Mađarskoj.
U njoj se nalazi 10 naselja, u kojima ukupno živi 31.430 stanovnika. Ukupne je površine 802,81 km2, a gustoća naseljenosti je 39,15 osobe na km2. 
Sjedište mikroregije je gradić Kunszentmiklós.

## Naselja
Hrvatska imena prema.
| Ime              | Mađarski naziv   | Površina (km2) | Br. stanovnika |
| ---------------- | ---------------- | -------------- | -------------- |
| Dunaegyháza      | Dunaegyháza      | 10,12          | 1522           |
| Kunadacs         | Kunadacs         | 89,90          | 1768           |
| Kunpeszér        | Kunpeszér        | 77,55          | 677            |
| Kunszentmiklós   | Kunszentmiklós   | 172,11         | 9028           |
| Szabadszállás    | Szabadszállás    | 164,62         | 6850           |
| Szalkszentmárton | Szalkszentmárton | 82,10          | 3016           |
| Štagara          | Apostag          | 31,94          | 2130           |
| Tass             | Tass             | 74,72          | 2997           |
| Újsolt           | Újsolt           | 32,98          | 177            |
| Večica           | Dunavecse        | 66,77          | 4147           |